# Высоковольтный ускоритель
Высоково́льтный ускори́тель заря́женных части́ц (ускоритель прямого действия) — класс устройств для получения заряженных частиц (элементарных частиц, электронов) высоких энергий. В основе работы высоковольтного ускорителя заложено взаимодействие заряженных частиц с электрическим полем. Электрическое поле способно напрямую совершать работу над частицей.

## Конструкция ускорителей
Все типы высоковольтных ускорителей состоят из:

### высоковольтный генератор
Устройство, вырабатывающее высокое напряжение для ускорения электронов
распространены двух типов:
- индукционные

конструктивно является повышающим трансформатором
- каскадно-емкостные

набор емкостей(конденсаторов), работающих по схеме умножения напряжения - например, генератор Кокрофта-Уолтона.

### источник электронов
Устройство предназначенное для эмиссии электронов

### ускоряющая трубка
Устройство для ускорения электронов

### системы формирования и вывода пучка электронов
Служит для вывода пучка электронов непосредственно в среду

## Применение
- Научные исследования.
- Стерилизация (для стерилизации продуктов питания, медицинского инструмента).
- Радиационное сшивание полимеров (производство радиационно сшитого полиэтилена).
- Очистка топочных газов и сточных вод от вредных примесей.
- Уничтожение бактерий и продуктов биологического оружия.
- Производство цемента.
- Сжижение попутного нефтяного газа в больших объёмах.
- Переработка нефти.